# Ырганды (мост)
Мост Ырганды (тур. Irgandı Köprüsü) — исторический мост в Бурсе, Турция. Построен в XV веке и представляет собой одноарочный мост. Пролёт арки — 16 метров, длина — около 100 метров, а ширина — 11 метров. 
Мост переброшен через долину Гёкдере, по которой течёт небольшой ручей, приток реки Нилюфер. Переправа соединяет городской район Османгазы на северо-западе с районом Йылдырым юго-востоке. 

## История
Мост был построен по заказу богатого купца по имени Хаджи Муслихуддин, который занимался продажей шёлка, в 1442 году, во время правления османского султана Мурада II. Его архитектором, вероятно, был Тимурташ. Изначально торговые лавки размещались секциями, по 16 с каждой стороны. Всего здесь был 31 магазин и мечеть, под которую отвели один из магазинов. У основания моста находились складские помещения и конюшни. Постепенно магазины и мечеть на мосту увеличили функциональность переправы и превратили его центр торговли. В книге Эвлии Челеби «Сеяхатнаме» говорится, что к 1640 году на мосту было более 200 магазинов. 
Первый ремонт моста случился в середине XV века, когда в пожаре сгорели торговые лавки .Во время землетрясения в Бурсе в 1855 году мост снова был частично повреждён. Во время турецкой войны за независимость Бурса была оккупирована Грецией, а 1922 году мост был разбомблен при военном столкновении греков и турок. В 1949 году муниципалитет реконструировал мост, хотя и с незначительными изменениями. После 2004 года, после очередной реставрации, мост был открыт для движения.
По состоянию на начало XXI века на мосту располагаются художественные мастерские и магазины, а также объекты общепита — всего порядка 18 точек, по 9 с каждой стороны. Под эту цель на мосту сооружены единообразные деревянные каркасные домики, выкрашенные в песочный цвет. Их наружная сторона заметно выступает за края моста, поэтому поддерживается металлическими опорами.

## Галерея

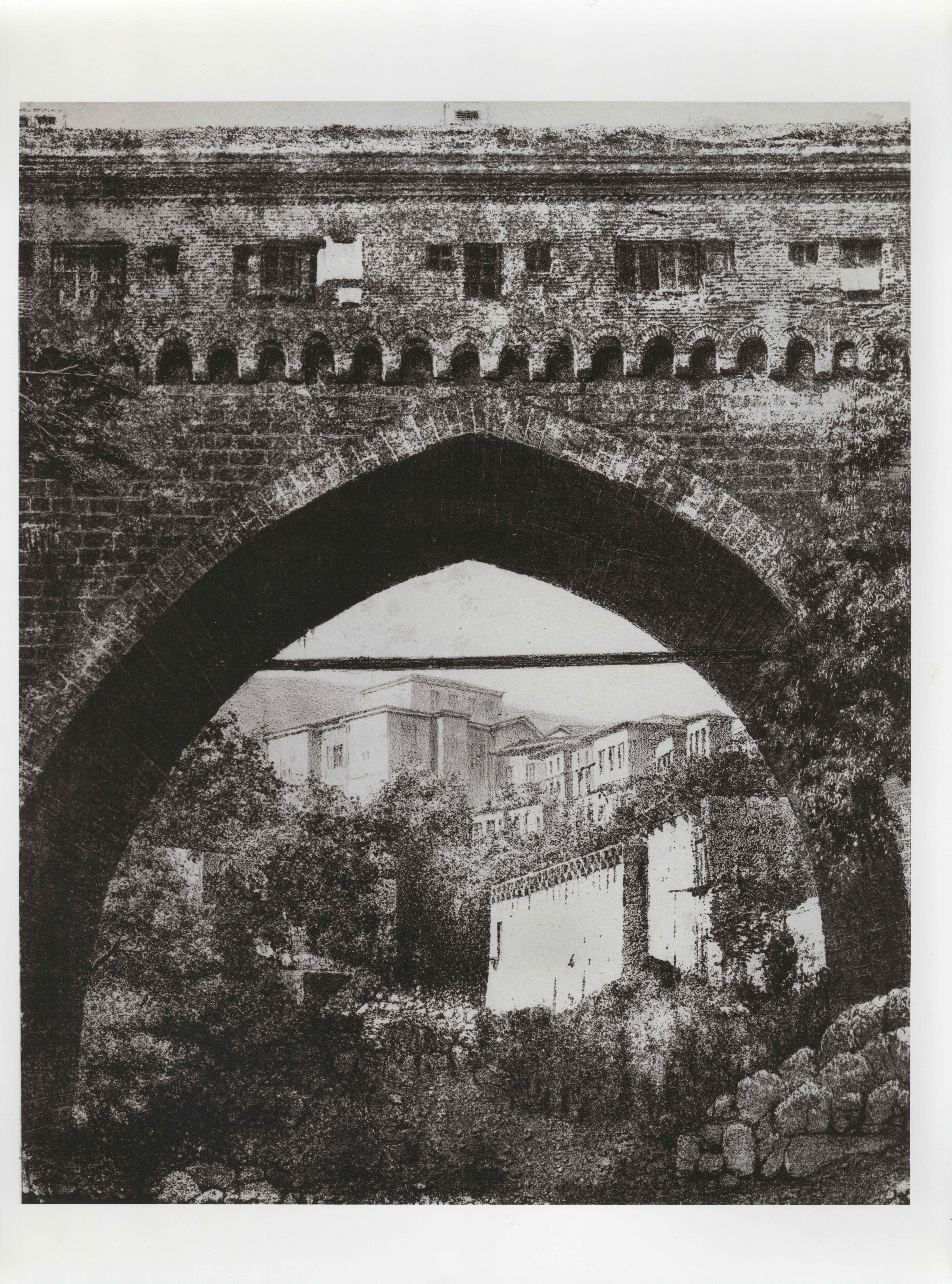
Вид моста в 1854 году
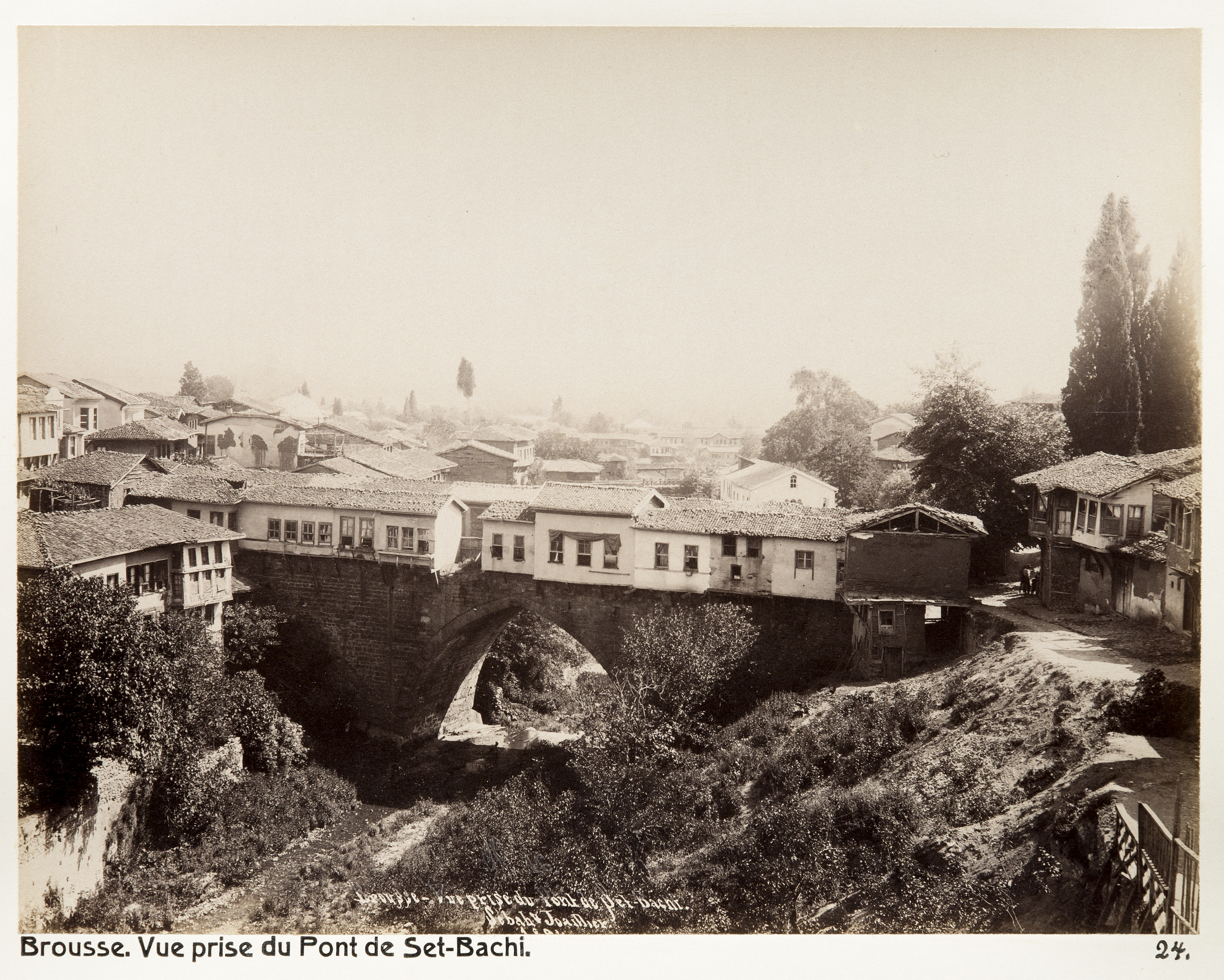
Вид моста в 1901 году
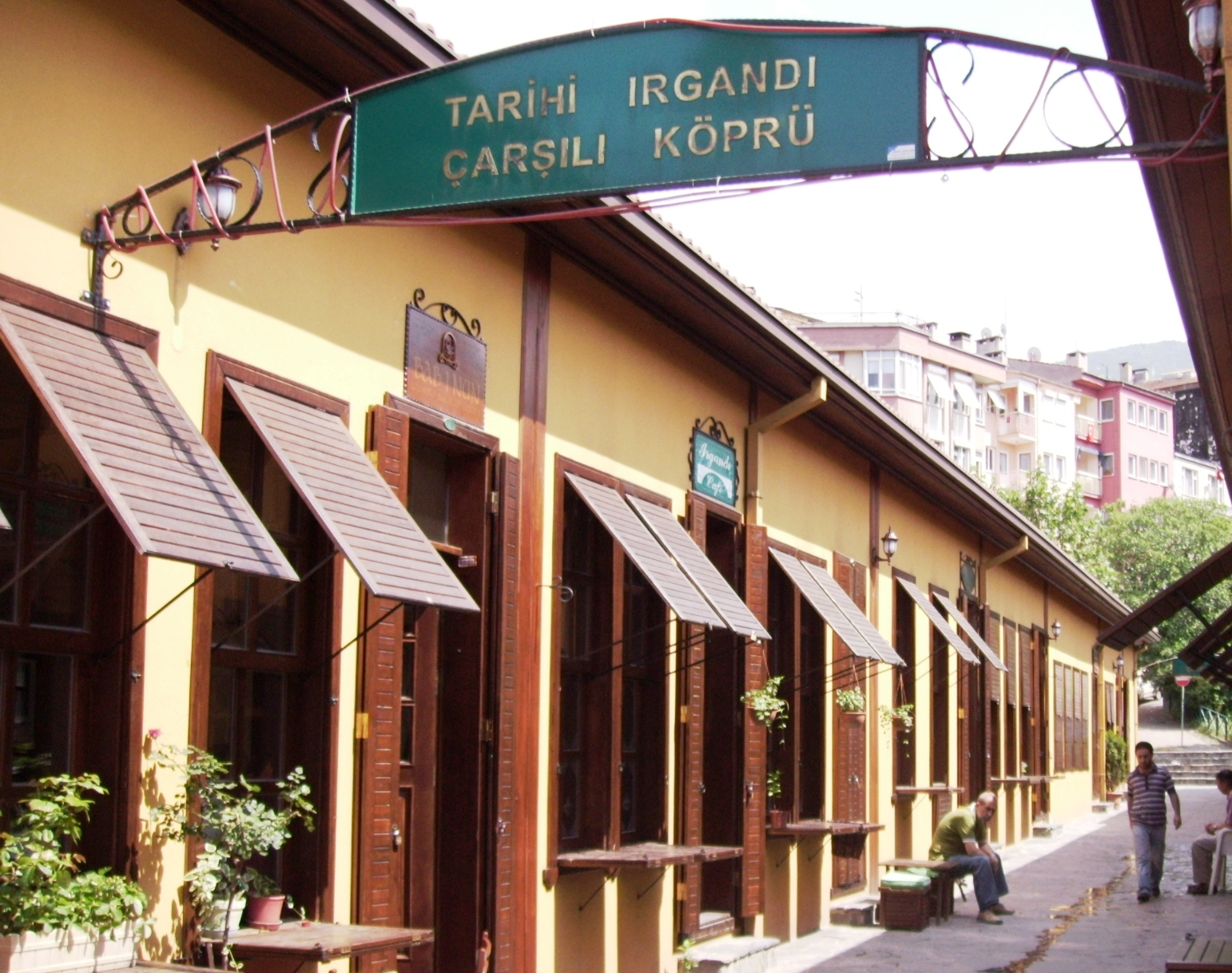
Торговые лавки на мосту в 2008 году
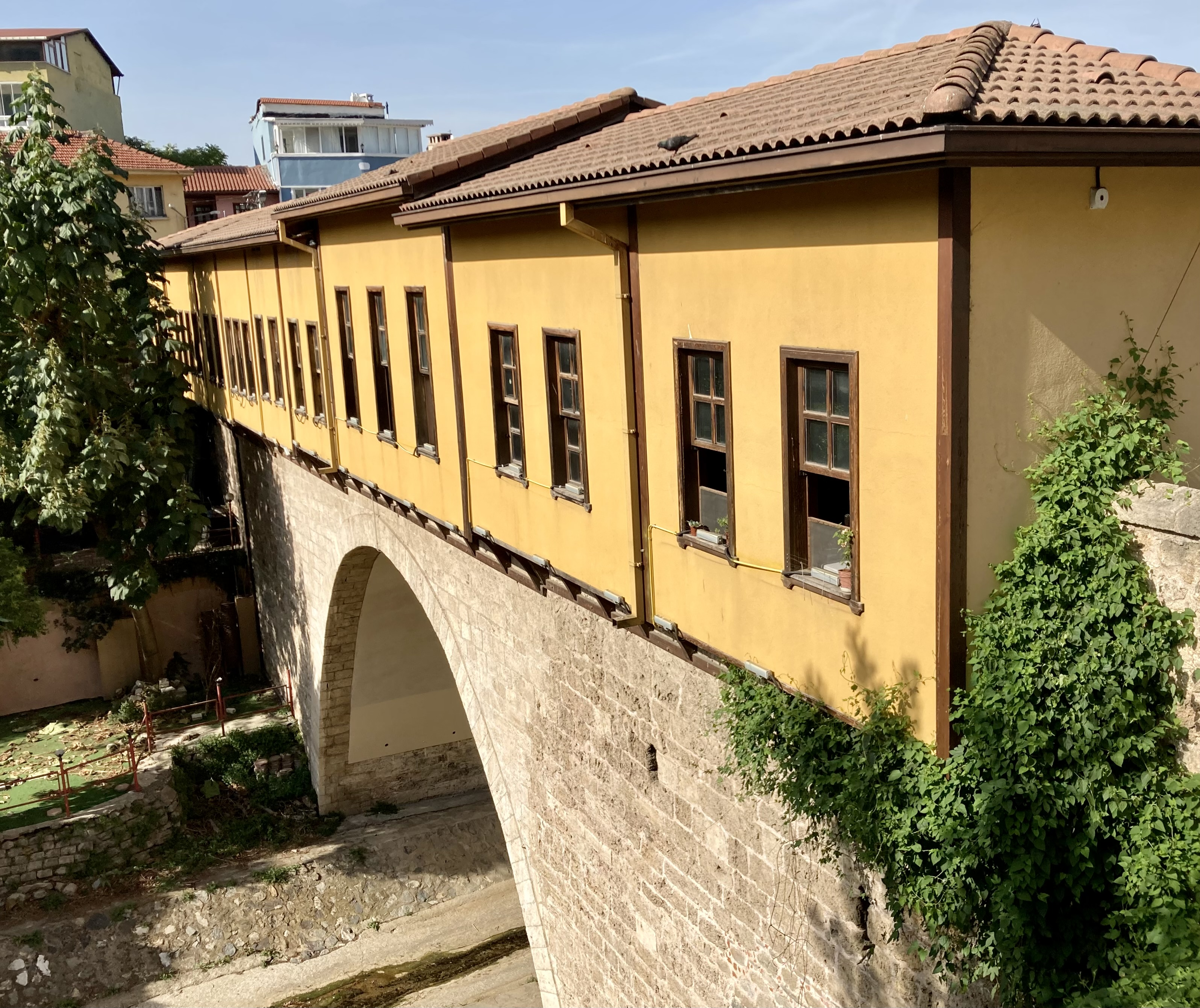
Торговые лавки на мосту в 2022 году